# Aloe deserti
Aloe deserti é uma espécie de liliopsida do gênero Aloe, pertencente à família Asphodelaceae.